# Ceresium elongatum
Ceresium elongatum là một loài bọ cánh cứng trong họ Cerambycidae.